# Václav Jansa

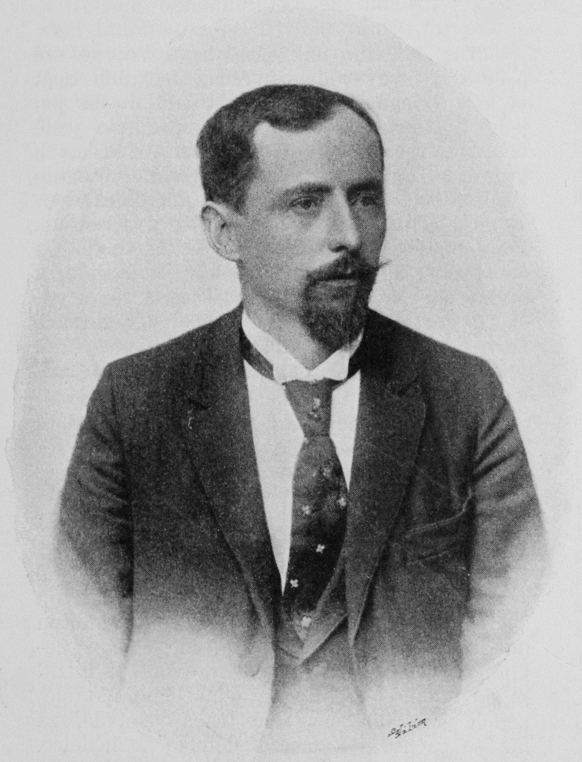
Václav Jansa (1896)

Václav Jansa, deutsch Wenzel Jansa (* 22. Oktober 1859 in Deutsch Zlatnik (Slatinice), Bezirk Brüx, Böhmen; † 29. Juni 1913 in Černošice bei Prag), war ein böhmischer Maler und Zeichner.

## Leben
Jansa studierte an der Kunstakademie Prag bei Antonín Lhota (1812–1905) und anschließend an der Wiener Akademie bei Eduard von Lichtenfels und Leopold Carl Müller und war seit 1891 in Prag als Maler und Zeichner tätig.
Sein Werk umfasst eine Vielzahl von Landschaftsdarstellungen, insbesondere des Riesengebirges. Daneben schuf er etwa 250 Aquarelle von historischen Denkmälern in Prag und Städten in Böhmen, Ungarn, Dalmatien, der französischen Riviera und beteiligte sich an Ausstellungen in Prag.  
Jansa schuf zusammen mit anderen Malern mehrere Großbilder. Dazu gehören das von Mikoláš Aleš 1895 entworfene 8,5 × 10 m große Diorama Die Niedermetzelung der Sachsen unter Hrubá Skála (tschechisch Pobití Sasíků pod Hrubou Skálou, auch Bitva pod Hrubou Skálou) für die Galerie des Böhmischen Paradieses in Turnau an dem neben Aleš auch Jansa, Karel Vítězslav Mašek und Vojtěch Bartoněk arbeiteten und das eines der größten Ölgemälde in Europa ist.
Zusammen mit Luděk Marold schuf er das Panorama Schlacht von Lipan (Bitva u Lipan) für den Pavillon auf dem Prager Ausstellungsgelände.